# Britânia Inferior
Britânia Inferior era uma província do Império Romano na Britânia romana criada entre 211 e 220 pelo imperador, filho de Sétimo Severo. Localizada na moderna região do norte da Inglaterra, ela era governada a partir da cidade de Eboraco (moderna Iorque) por um legado pretoriano que era também o comandante da legião estacionada na cidade. Ela continuou existindo até a reorganização do império liderada por Diocleciano em 296.

## Criação
No reinado de Cômodo, as defesas ao longo da fronteira norte do império na Britânia foram negligenciadas e entraram em declínio. Além disso, a paz na região foi perturbada durante o tumultuado período que se seguiu à morte de Cômodo na medida que o vácuo militar no continente acabava mudando o foco das legiões defensivas da Britânia.
Depois de sua ascensão, em 193, Severo dedicou-se especialmente à reconstrução das fortificações no norte da Britânia e, em 208, ele mudou-se para Eboraco para supervisionar pessoalmente as campanhas para pacificar as tribos do norte.
Apesar de haver alguma confusão sobre quando teria ocorrido a divisão da antiga província da Britânia, parece claro que a intenção do imperador era diminuir o poder do governador da Britânia (como ele já havia feito na Síria) ao impedi-lo de comandar uma força militar muito poderosa ou, pelo menos, uma que pudesse desestabilizar o controle imperial. Herodiano data a divisão em 197 logo depois da vitória de Sétimo Severo contra Clódio Albino, o governador da antiga província da Britânia durante a guerra civil, na disputa pelo trono, embora a primeira evidência em inscrições só apareceram depois da morte de Severo em 211. Assim, é provável que a divisão do controle militar na Britânia tenha sido formalizada apenas por Caracala entre 211 e 220.

## Reorganização de Diocleciano
Em 296, o imperador Diocleciano (r. 284-305) iniciou uma grande reforma administrativa no império. A nova Diocese da Britânia da Prefeitura pretoriana das Gálias foi subdividida em quatro províncias: Britânia Prima e Máxima Cesariense, subdivisões da Britânia Superior, e Britânia Secunda e Flávia Cesariense, subdivisões da Inferior